# Existenciální nihilismus
Existenciální nihilismus je filozofická teorie, která práví, že život nemá žádný skutečný smysl ani hodnotu. Existenciální nihilismus vzhledem k vesmíru naznačuje, že jediný člověk nebo dokonce celý lidský druh je bezvýznamný, bez účelu a je nepravděpodobné, že se změní během celé existence. Podle této teorie je každý jedinec izolovanou bytostí narozenou ve vesmíru, které je zapovězeno vědět „proč“, přesto je nucena si smysl vymyslet. Vlastní bezvýznamnost života je do značné míry zkoumána ve filozofickém učení existencialismu, ve kterém je možné vytvořit svůj vlastní subjektivní „smysl“ nebo „účel“. Ze všech druhů nihilismu se existenciálnímu nihilismu dostalo nejvíce literární a filozofické pozornosti.

## Smysl života
Myšlenka, že smysl a hodnoty jsou nepodložené, je forma nihilismu. Existenční odpověď na tuto myšlenku poznamenává, že význam není „záležitostí rozjímavé teorie“, nýbrž „důsledkem angažovanosti a odhodlání“.
Smysl života je možné odvozovat od smyslu vesmíru, protože je jeho součástí. Jestliže vesmír nemá žádný smysl, pak nemá smysl ani život. Smysl života může být absolutní nebo relativní. Relativní smysl se dá přirovnat ke smyslu součástky určitého stroje vzhledem k jeho fungování. Absolutní smysl je smysl celého stroje . Když celý stroj nemá žádný smysl, nemají smysl ani jeho součástky. Relativní smysl života si může každý určit sám pro sebe.  
Jean-Paul Sartre napsal ve své eseji Existencialismus je humanismus: „Co myslíme tím, že existence předchází podstatu? Máme na mysli, že člověk nejprve existuje, setkává se se světem, vynořuje se v něm a teprve potom sám sebe definuje. Jestliže člověk, jak ho pojímá existencialista, není definovatelný, je tomu tak proto, že zpočátku není člověk ničím. Bude až později a bude takovým, jakým se učiní.“ Zde je vyjasněno, co myslí existencialisté, pokud říkají, že smysl je „důsledkem angažovanosti a odhodlání“.
Teorie má za cíl popsat lidskou situaci, aby vytvořila životní vyhlídky a stvořila smysl, který byl shrnut jako: „Můžeme se naparovat, sžírat či si nalhávat, naše životy jsou bezvýznamné a je marné hledat či potvrzovat smysl, kde nemůže být nalezen.“
Existenční nihilisté tvrdí, že člověk musí čelit absurdnosti existence, že nakonec zemře a že náboženství i metafyzika jsou prostě výsledkem strachu ze smrti.
Podle Donalda A. Crosbyho: „Neexistuje žádné opodstatnění pro život, ale také žádný důvod nežít." Ti, kteří tvrdí, že ve svém životě našli smysl, jsou buď nečestní, nebo žijí v sebeklamu, a v obou případech se jim nepodaří čelit drsné realitě lidských situací“.

## Historie
Existenciální nihilismus je součástí západní intelektuální tradice od kyrénaiků jako Hegesias z Kyrény. V renesanci výmluvně shrnul pohled existenciálního nihilisty William Shakespeare prostřednictvím Macbethova myšlení v závěru stejnojmenné hry. Arthur Schopenhauer, Søren Kierkegaard a Friedrich Nietzsche dále rozšiřovali tyto myšlenky a zejména Nietzsche se stal hlavním představitelem existenčního nihilismu.
Zobrazení existenčního nihilismu je možné vidět i v absurdním dramatu, například ve hře Čekání na Godota od  Samuela Becketta, nositele Nobelovy ceny za literaturu. 
Ateistické existencialistické hnutí se rozšířilo ve čtyřicátých létech 20. století ve Francii. Tématem se zabývaly knihy Bytí a nicota Jeana-Paula Sartreho a Mýtus o Sisyfovi Alberta Camuse. Camus napsal další díla, jako je Cizinec, Caligula, Mor, Pád a Rebel. Mezi další postavy patří Martin Heidegger a Jacques Derrida. Kromě toho, kniha Popření smrti, životní dílo Ernesta Beckera oceněné v roce 1974 Pulitzerovou cenou, je sbírkou myšlenek o existenciálním nihilismu.
| „            | Červenou nití vinoucí se literaturou existencialistů je vyrovnání s emocionálním utrpením vzešlým z naší konfrontace s nicotou. Vynaložili hodně energie na zodpovězení otázky, zda to bylo možné přežít. Jejich odpověď byla kvalifikovaným „Ano“, obhajujícím vzorec vášnivého odhodlání a netečného stoicismu. | “ |
| — Alan Pratt | |   |